# Сирцевка (Тверська область)
Сирцевка (рос. Сырцевка) — присілок в Бежецькому районі Тверської області Російської Федерації.
Населення становить 336 осіб. Входить до складу муніципального утворення Лаптихинське сільське поселення.

## Історія
Від 2005 року входить до складу муніципального утворення Лаптихинське сільське поселення.

## Населення
| 1996 | 2008 | 2010 |
| ---- | ---- | ---- |
| 393  | ↘360 | ↘336 |